# Saint-Pierre-de-Maillé
Saint-Pierre-de-Maillé là một xã, tọa lạc ở tỉnh Vienne trong vùng Nouvelle-Aquitaine, Pháp. Xã này có diện tích 74,89 km², dân số năm 2006 là 74,89 người. Xã nằm ở khu vực có độ cao trung bình 76 m trên mực nước biển. Danh xưng dân địa phương trong tiếng Pháp là Maillois.

## Biến động dân số
| Năm | 1962  | 1968  | 1975  | 1982  | 1990 | 1999 | 2006 |
| --- | ----- | ----- | ----- | ----- | ---- | ---- | ---- |
| Dân số | 1 183 | 1 284 | 1 092 | 1 011 | 959  | 915  | 920  |
| From the year 1962 on: No double counting—residents of multiple communes (e.g. students and military personnel) are counted only once. |       |       |       |       |      |      |      |